# كيكوغاوا (شيزوكا)
مدينة كيكوغاوا (بالإنجليزية: Kikugawa)‏ هي أحد المدن التابعة لمحافظة شيزوكا. تأسست رسميًا في 17/01/2005. ويقدر عدد سكانها بـ 47702 نسمة حسب تقدير مكتب الإحصاء الياباني لعام 2012. تبلغ مساحة كيكوغاوا 94.24 كم2. بكثافة سكانية تبلغ 506 نسمة/كم2.

## توأمة
لكيكوغاوا (شيزوكا) اتفاقيات توأمة مع كل من:
- شيمونوسيكي
- أوتاري [الإنجليزية]‏
- كوماكي

## أعلام
- كينتا كاساي
- يو كوياما